# Riquilda de Tolosa
Riquilda (nascida por volta de 895) foi condessa de Barcelona, Girona e Ausona desde, pelo menos, 917 até à retirada do seu marido em 947. Ela aparece registada como casada com Suniário, conde de Barcelona pela primeira vez em 917, mas o casamento pode ter ocorrido antes. Especula-se que ela foi filha do conde de Ruergue, possivelmente de Raimundo II, conde de Tolosa, com base na introdução de novos nomes na família. Eles tiveram quatro filhos e uma filha: Ermengol, Mirão, Borel, Adelaide (também chamada de Bonafila) e Vilfredo.

## Relações familiares
foi filha de Armengol de Ruergue e de Tolosa Conde de Ruergue e de Tolosa (c. 850 - julho de 935) e de Adelaida. Casou-se em 925 Suniário I de Barcelona, conde de Barcelona, de quem teve:
1. Borel II de Barcelona, conde de Barcelona, Girona e Urgell (927 — 30 de setembro de 992) foi casado duas vezes, o primeiro casamento foi com Luitegarda de Tolosa, filha esta de Raimundo Pôncio de Tolosa e Ruergue, Marquês da Gótia (923), Conde da Arvérnia, Duque da Aquitânia, o 2º casamento foi com Aimerudis de Auvérnia.
2. Armengol de Osona, conde de Osona (925 — 943).
3. Mirão I de Barcelona, (926 -  966) conde de Barcelona.
4. Vifredo de Barcelona (? — 986).
5. Adelaide de Barcelona (928 — 955), abadessa no Mosteiro de San Juan de Ripoll.